# Natalia Oreiro
Natalia Marisa Oreiro Iglesias (Montevideo, 19 de mayo de 1977) es una actriz, cantante, conductora, diseñadora de moda, modelo y empresaria uruguaya. Es embajadora de buena voluntad de Unicef para el Río de la Plata.
Después de realizar apariciones en anuncios publicitarios durante su preadolescencia, se mudó a Argentina en 1994 para continuar con su carrera. A los 15 años, decidió presentarse en un concurso para ser paquita de Xuxa y consiguió ganar primero en Uruguay como Paquita y luego en Argentina como Super Paquita para representar a Xuxa en varios países. Como premio, recibió un auto cero kilómetro, que vendió para mudarse a Argentina. Sus trabajos más notables incluyen las telenovelas 90 60 90 modelos (1996-1997), Ricos y famosos (1997), Muñeca brava (1998-1999), Kachorra (2002), Sos mi vida (2006-2007) y Solamente vos (2013-2014). Por el éxito internacional cosechado con ellas, comenzó a ser considerada «La reina de las telenovelas», dando paso a la denominada «Oreiromanía».
Sus trabajos más reconocidos en cine son las películas Un argentino en New York, Música en espera, Mi primera boda, Gilda, no me arrepiento de este amor, Re loca y las preseleccionadas al Óscar Infancia clandestina y Wakolda.
A su vez desarrolló una carrera musical como solista en la cual grabó cuatro discos de estudio con altas ventas a nivel nacional e internacional. Lleva más de 7 millones de discos vendidos en todo el mundo. Sus mayores éxitos musicales incluyen temas como «Que sí, que sí», «Cambio dolor», «Me muero de amor», «Tu veneno», «Río de la Plata», «Como te olvido», «Cuesta arriba, cuesta abajo», «Que digan lo que quieran», y «Todos me miran», entre otros.
En 2001 fue coronada reina del Festival de Viña del Mar en Chile. Fue jurado de la competencia internacional de esa edición del festival, en la que además inició la tradición de que la nueva reina se zambulla en la piscina del hotel O’Higgins. Al año siguiente, en el 2002, fue una de las coanimadoras de la versión N° 43 del Festival Internacional de la Canción de Viña del Mar.
También es modelo, conductora, diseñadora y propietaria, junto a su hermana, de la marca de ropa Las Oreiro.
En 2002 la Asociación Uruguaya de Fútbol nombró a Oreiro como la madrina oficial de la Selección Uruguaya para el Mundial Corea-Japón 2002.
En 1992 participó en el concurso de belleza Miss Hawaiian Tropic Internacional, que se llevó a cabo en Estados Unidos, donde representó a Uruguay.
Por su personificación de Milagros Espósito en Muñeca brava, fue nominada a los Premios Martín Fierro como mejor actriz de novela consecutivamente en 1998 y 1999. También fue nominada y obtuvo varios premios por su actuación como «Esperanza «la Monita» Muñoz en Sos mi vida, incluyendo un Martín Fierro a la mejor actriz de comedia. Por sus actuaciones como «Aurora Andrés» en Solamente vos y como «Ángeles y Ariana» en Entre caníbales, obtuvo también otros Premios Martín Fierro como mejor actriz. Entre otros premios como actriz obtuvo un Tato, dos VIVA en Israel, un Gold Otto en Polonia y República Checa y un Story award en Hungría. Por sus actuaciones en cine recibió tres premios Cóndor de Plata, dos premios Sur, un premio del Festival Unasur y uno en el Festival Internacional de Cine Fine Arts. Ganó el Premio Platino del Público al Cine Iberoamericano en Madrid, por su papel en Gilda, no me arrepiento de este amor y en el Festival de Cine de Gramado, (Brasil) fue homenajeada y recibió el premio Kikito de Cristal. Como cantante recibió los galardones de Gaviota de plata en el Festival Internacional de la Canción de Viña del Mar en Chile, Stopudovy hit en Rusia, Premios Oriental Awards y llegó a ser nominada a los MTV Video Music Awards y a los Grammy Latinos, entre otros.

## Biografía
Nació el 19 de mayo de 1977 en el barrio de Villa del Cerro, Montevideo, Uruguay. Es hija de Carlos Oreiro Poggio y de Mabel Iglesias Bourie. Tiene una hermana mayor llamada Adriana. Cuando era pequeña, se trasladó con su familia al barrio Miraflores de los Ángeles en Málaga, España, donde vivió dos años para después regresar a su país. Posee, como muchos uruguayos, ascendencia italiana y española, concretamente gallega; así la propia Natalia habría manifestado que:

Jamás he renunciado a la nacionalidad española ni a mis orígenes gallegos… Mi padre y mi madre me educaron en la multicultura de la emigración, que es la que más enriquece.

A los ocho años comenzó a estudiar teatro en Montevideo y a los doce a trabajar en publicidad. Desde los dieciséis años reside en Buenos Aires, Argentina, donde realizó toda su carrera.
En 1996, cuando se encontraba actuando en la telenovela 90–60-90, un matrimonio uruguayo se contactó con ella creyendo que era su hija apropiada durante la Dictadura cívico-militar en Uruguay (1973-1985). Oreiro se hizo dos análisis de ADN que dieron negativo, pero el caso llegó a tener una fuerte exposición mediática por ese entonces.
Mantuvo una relación durante cinco años, con el actor Pablo Echarri pero tras constantes separaciones y reconciliaciones finalmente acabaron separándose. En uno de sus distanciamientos con el actor, en el año 1998 la actriz fue vinculada sentimentalmente con el músico Iván Noble, por aquel entonces líder de la banda de rock argentino Caballeros de la Quema. En el año 2001 inició una relación con el músico Ricardo Mollo, líder de la banda de rock Divididos, con quien contrajo matrimonio en secreto el 31 de diciembre de ese año, en Brasil, en una localidad ubicada a 400 kilómetros de Recife. Juntos son padres de un hijo, nacido el 26 de enero de 2012 en Buenos Aires, llamado Merlín Atahualpa Mollo Oreiro.
Sobre la decisión de que naciera en Argentina, ella expresó:

Vivo en Argentina, tengo mi vida en Argentina, quiero que sea argentino. Va a ser rioplatense igual, como yo.

 Según la propia actriz aclaró, la elección de los nombres fueron por voluntad de Ricardo Mollo, pues la sigla «MAM» se encuadra dentro de su tradición familiar, en concordancia con las dos hijas que tiene de su matrimonio anterior: Martina Aldabel y María Azul.
El 25 de octubre de 2021 el gobierno de Rusia le otorgó la ciudadanía de ese país luego de que formalizara el pedido en junio de 2020. Oreiro tiene un vínculo muy estrecho con Rusia desde fines de los años noventa cuando se estrenó la telenovela Muñeca brava que protagonizó con Facundo Arana. Desde entonces ha realizado numerosos conciertos y giras por ese país, e incluso una miniserie de televisión llamada Al ritmo del tango. Es por eso que ella manifestó que: 

Para mí sería un honor solicitar el pasaporte del país.

## Carrera

### 1989-1997: Inicios artísticos

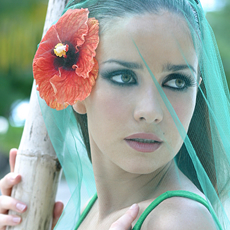
Natalia Oreiro 2001

Su carrera comenzó en Uruguay, a la edad de doce años, como modelo para más de treinta comerciales publicitarios, de marcas como Coca Cola, Pepsi, o Johnson & Johnson. Luego ganó un concurso para integrar el elenco de paquitas (animadoras y asistentes) de la versión argentina del programa infantil El Show de Xuxa conducido por la misma brasileña, transformándose así en "la súper paquita". Firmó contrato con "Xuxa Producciones Internacional" para representar a la diva brasileña en países latinoamericanos y ganó un auto cero kilómetro.
A los 16 años, se instaló en la ciudad de Buenos Aires, donde inició su carrera como actriz, actuando primero en comerciales de televisión. Siguió con bolos en Alta comedia y Aprender a volar. Luego obtuvo pequeños personajes en telenovelas como Inconquistable corazón y Dulce Ana, ambas emitidas por la cadena de televisión Canal 9.
En 1996 interpretó a Lucía en la telenovela 90 60 90 Modelos protagonizada por Raúl Taibo y Silvia Kutika, y actuó en la obra de teatro Las mariposas son libres de Leonard Gershe, marcando su debut teatral. Al año siguiente, en 1997, obtuvo su primer papel protagónico en la telenovela Ricos y famosos junto a Diego Ramos en Canal 9 y bajo producción de Alejandro Romay.

### 1998-1999: Internacionalización conNatalia OreiroyMuñeca Brava

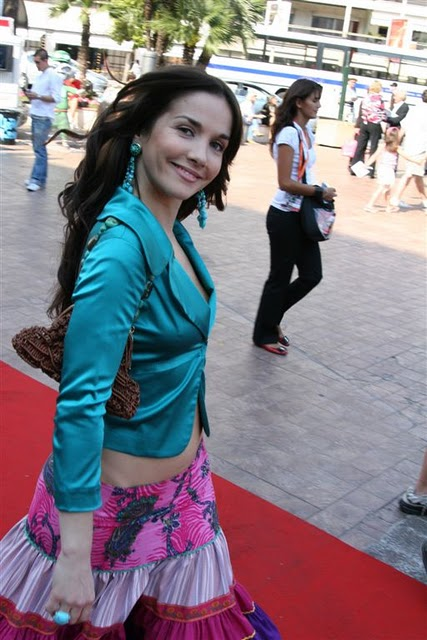
Natalia en Cannes, 2007.

En 1998 protagonizó su primer largometraje Un argentino en New York, junto a Guillermo Francella, película que superó el millón y medio de espectadores. También comenzó a dedicarse a la música pop, primero grabando la canción «Que sí, que sí», tema principal de la película que protagonizó, y luego lanzando en julio de ese mismo año su disco debut que llevó su nombre, Natalia Oreiro. De este álbum se desprendió como primer sencillo «De tu amor», coronándose como una de las canciones más escuchadas de 1998 en Suramérica. En la primera semana se vendieron 60.000 unidades del disco, solo en Argentina. Llegó a vender 400,000 discos en dicho país. Otros 200.000 en América Latina. En España 300.000 copias y en otros países europeos se vendieron cerca de 700.000. En la República Checa 85.000 copias y en Polonia 150.000, obteniendo así 10 veces el disco de platino. Sumando hasta la fecha más de 1.600.000 discos vendidos y logrando disco de diamante.
A fines de 1998 y durante el correr de 1999 protagonizó la telenovela Muñeca Brava, interpretando a Milagros, la "Cholito", una mucama huérfana que se enamora de un millonario, interpretado por Facundo Arana. Fue emitida por la cadena de televisión Telefe; también fue emitida en más de 80 países, de toda América, y en otros tan lejanos como Rusia, República Checa, Rumania, Polonia, Israel, entre otros. En estos países logró tener niveles de audiencia muy altos, por lo que Natalia comenzó a ser mencionada como la reina de las telenovelas. Oreiro fue nominada como mejor actriz, durante dos años consecutivos en los Premios Martín Fierro, aunque sin conseguir la estatuilla.
Muñeca brava tuvo como cortina musical la canción «Cambio dolor» interpretada por Natalia, e incluido en su primer disco debut, y utilizado como segundo sencillo del mismo. Se convirtió en su primer éxito musical internacional, y en una de las canciones de telenovelas argentinas más recordadas de todos los tiempos. El tercer y último sencillo del álbum fue «Me muero de amor», siendo utilizado en la misma novela como tema principal de la pareja protagónica de Oreiro y Arana.

### 2000-2005:Tu veneno,TurmalinayKachorra
En el 2000, presentó su segundo disco: Tu Veneno. Durante ese año, se dedicó a presentar su disco en el Gran Rex, y a realizar una gira mundial que abarcó numerosos países de América, Europa y Medio Oriente. Su primer sencillo fue «Tu veneno» siendo la canción más exitosa del disco y de toda su carrera musical. El segundo sencillo fue «Río de La Plata» y el tercero y último «Cómo te olvido», cuyo videoclip fue rodado en el Castillo de Bran en Rumania. Por este álbum fue nominada a un Grammy Latino y a los premios MTV Video Music Awards, siendo la primera uruguaya en la historia nominada a dichos premios.
“Tu veneno” fue un éxito comercial en ventas, coronándose como el disco más vendido en toda su carrera. El álbum vendió 600.000 copias en Argentina, 800.000 en España, 1.500.000 en el resto de Europa, 500.000 en Asia y 250.000 en Latinoamérica, obteniendo 20 discos de Platino. Y sumando un total de 3.650.000 copias, logrando obtener el disco de diamante.

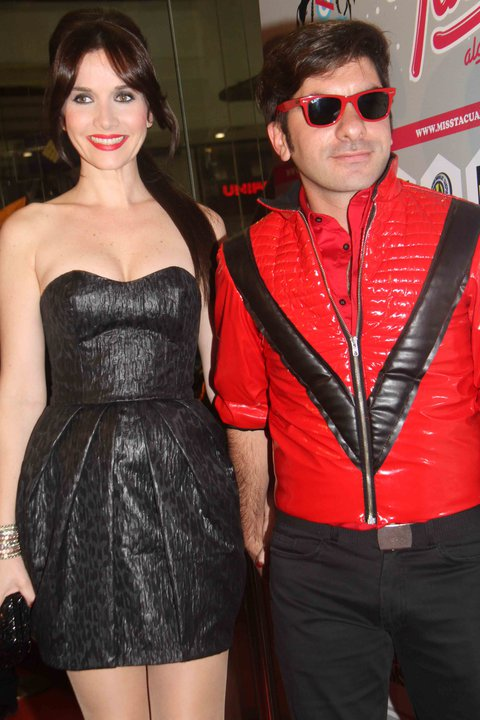
Natalia junto al director de cine Martín Sastre

En 2001 se presentó con mucho éxito en el Festival de Viña del Mar, donde también fue elegida con una gran diferencia como la reina del certamen. Esto refleja su popularidad en Chile, motivo por el cual regresó al año siguiente como parte del show y como conductora del festival. Además cantó a dúo con Raffaella Carrá en Italia, participando de uno de los discos de grandes éxitos de Raffaella.
En 2002 volvió a la televisión como protagonista de la telenovela Kachorra junto a Pablo Rago, en las tardes de Telefe y bajo producción de RGB. La telenovela significó otro éxito en la carrera de Oreiro, siendo emitida en más de 50 países.
Ese mismo año lanzó su tercer material discográfico, Turmalina, con el cual emprendió una nueva gira internacional por Latinoamérica, Europa y Asia. El álbum tuvo un lanzamiento simultáneo en Argentina, Uruguay, República Checa, Rusia, Hungría, Grecia, Rumania, Israel y Corea alcanzando el puesto número uno en países como Argentina y República Checa, vendiendo cerca de 200.000 copias en Argentina, 150.000 copias en España, 450.000 copias en Europa y más de 1.000.000 de copias en Asia, logrando 10 discos de platino. Sumando 1.800.000 copias vendidas de este álbum en todo el mundo, logró el disco de diamante.
De este disco se desprendieron los éxitos «Cuesta arriba, cuesta abajo», que fue utilizado como cortina musical de Kachorra, y luego «Que digan lo que quieran».
En Rusia dio 30 conciertos durante el año 2003, cada uno de los cuales reunió alrededor de 12 000 personas. También realizó conciertos en Uruguay, Israel, Puerto Rico, Rumania, República Checa, España, Hungría, Eslovaquia, Costa Rica y Filipinas.
Una vez finalizadas las giras, Oreiro volvió al cine de la mano de Eduardo Mignogna. La película se tituló Cleopatra y la misma también estuvo protagonizada por Leonardo Sbaraglia y Norma Aleandro.
Luego protagonizó El deseo en el año 2004. El programa fue transmitido por el canal Telefe. Fue su primer papel dramático en una telenovela, pero la ficción no tuvo los resultados de audiencia esperados.
Un año después, se trasladó a Rusia por dos meses, con el fin de grabar la teleserie "Al Ritmo del Tango". Más tarde, emprendió la gira Tahití 2005, realizando conciertos en Ata y Henfrasa, y más tarde se presentó en la Polinesia. A su regreso a la Argentina participó como protagonista de uno de los episodios del unitario Botines.

### 2006-2011: Retorno a las telenovelas
En el año 2006 volvió a trabajar con Facundo Arana, como protagonista de la telecomedia Sos mi vida, que alcanzó altos niveles de índice de audiencia en el horario de las nueve de la noche, coronándose como la ficción argentina de mayor índice de audiencia del año. Esta telenovela fue transmitida en diferentes cadenas televisivas de más de 52 países, entre los cuales se puede enumerar a Rumania, Rusia, Grecia, Bélgica, Turquía, Eslovaquia, República Checa, Hungría, México, Chile, Paraguay, El Salvador, Uruguay, Venezuela, Puerto Rico, Ecuador, Panamá, Polonia, Israel, Colombia, Estados Unidos entre otros, convirtiéndose en la segunda telenovela de Natalia (detrás de Muñeca Brava) más exitosa internacionalmente en toda su carrera. El programa contó con el tema "Corazón Valiente" de Gilda, interpretado por la misma Oreiro y producido por el viudo de la cantante tropical, como cortina musical. Al año siguiente, recibió un Premio Martín Fierro en el rubro "Mejor actriz protagonista de comedia", por su actuación en la misma. Además, incluso a pesar del trabajo implicado en dicho programa, participó en la ciudad de Rosario de la filmación de la película La Peli.
Durante el año 2007 participó como actriz invitada en algunos episodios de la telenovela infantil Patito feo.
En 2008 firmó contrato con Dori Media Group para protagonizar Amanda O, una telenovela interactiva producida para Internet, escrita por Erika Halvorsen, Celina Amadeo y Daniel Dalmaroni. Para ella grabó como cortina musical, el tema "Amando, a Amanda O". En Canal 7 condujo el programa Recurso natural, ciclo dedicado a temas ecológicos y al cuidado del medio ambiente. En cine coprotagoniza el filme Las vidas posibles, junto a Germán Palacios y Ana Celentano. Obteniendo, por su interpretación dramática, su primera nominación a los premios Cóndor de Plata como actriz de reparto en drama.
En 2009 protagonizó junto a Diego Peretti, Música en espera, en la que interpretó a una madre soltera. Volvió a compartir escenas con la primera actriz Norma Aleandro. La película se estrenó en Buenos Aires en marzo del 2009 y fue vista por 235 000 espectadores.
Durante ese mismo año, recorrió diversos festivales internacionales de cine presentando el filme dirigido por Adrián Caetano y que protagonizó, Francia. La actriz y el director acompañaron a la película en San Sebastián, Festival Internacional de Cine de Brasilia, Festival Internacional de Cine de Mar del Plata, y Festival Internacional de Cine de Punta del Este, entre otros.
En el 2010 protagonizó la película Miss Tacuarembó, una comedia musical, que fue coproducción entre Uruguay, Argentina y España. El elenco también estuvo conformado por Mike Amigorena y Rossy de Palma. Por su actuación recibió el premio Iris a la mejor actriz. Natalia además participó de la banda sonora del filme, interpretando todos los temas.
Durante ese año condujo Se dice de mí, un programa que buscó concientizar acerca de los derechos de la mujer.
Durante la primera mitad del 2011 protagonizó junto a Daniel Hendler Mi primera boda, comedia cinematográfica dirigida por Ariel Winograd.

### 2012-2013:Infancia Clandestina,WakoldaySolamente vos

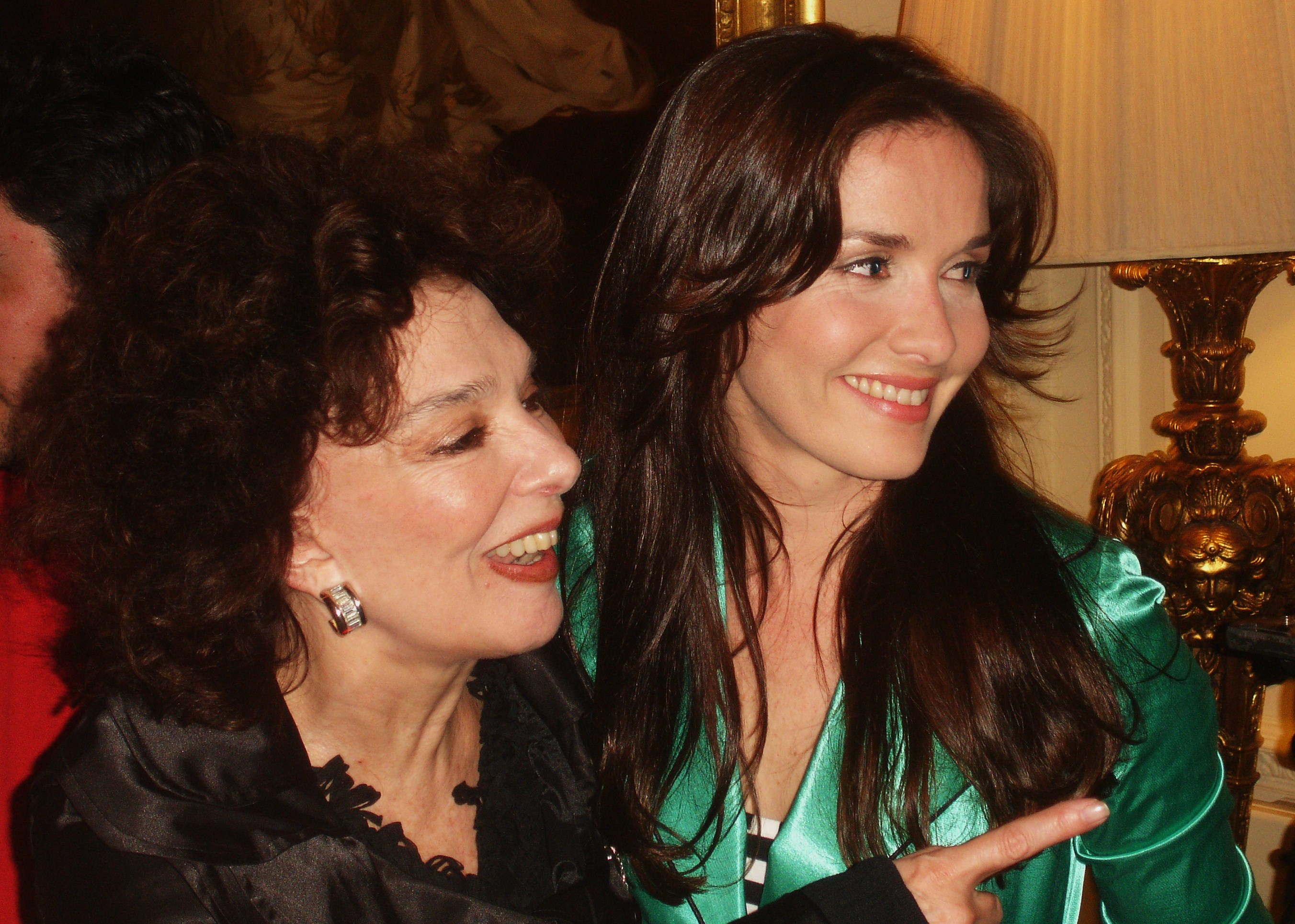
Graciela Borges y Natalia Oreiro en la presentación del Green Film Fest

En marzo de 2012 comenzó la primera temporada por la pantalla de Movie City de la miniserie de Lynch, grabada en 2011 en Colombia y emitida para toda Latinoamérica.
A mediados de 2012 viajó a Colombia a grabar la segunda y tercera temporada de Lynch emitidas entre 2012 y 2013.
El 20 de septiembre de 2012 se estrenó en Argentina la película que protagonizó junto a Ernesto Alterio, Infancia clandestina, película que transcurre en la última dictadura militar argentina. Fue el filme elegido por la Academia de las Artes y Ciencias Cinematográficas de la Argentina para competir por una nominación a los premios Oscar 2013 en la categoría mejor film extranjero. Por su labor en este film Oreiro obtuvo el premio Cóndor de Plata y el Premio Sur a la mejor actriz.
A fines de 2012 volvió a los escenarios en el marco del Festival Superdiscoteca de los 90, que tuvo lugar en San Petersburgo, Rusia en donde cantó frente a más de 10 mil personas.
Durante 2013 protagonizó una nueva telenovela, la cual marcó su regreso a la actuación en televisión luego de un impasse de 7 años, la comedia de Pol-Ka, Solamente vos en la que compartió cartel junto a Adrián Suar. Para la versión internacional de la ficción, Natalia interpretó la cortina musical del mismo nombre que el ciclo, compuesta por Coti Sorokin. Por su actuación en esta tira obtuvo los premios a la mejor actriz de comedia en los Premios Tato 2013, y Martín Fierro 2014.
Su siguiente protagónico, fue en el filme Wakolda, rodado en 2012 en la ciudad de Bariloche, y estrenado en septiembre de 2013. Este filme, se convirtió en el segundo en la carrera de Oreiro en ser preseleccionado por la Academia de las Artes y Ciencias Cinematográficas de la Argentina para competir por una nominación a los premios Oscar 2014 en la categoría mejor film extranjero. Además ha obtenido por su interpretación premios y nominaciones como mejor actriz en los Cóndor de Plata, premios Sur, y en el Festival Unasur. La película fue nominada a los premios Goya y ganó en varios festivales de cine internacionales.

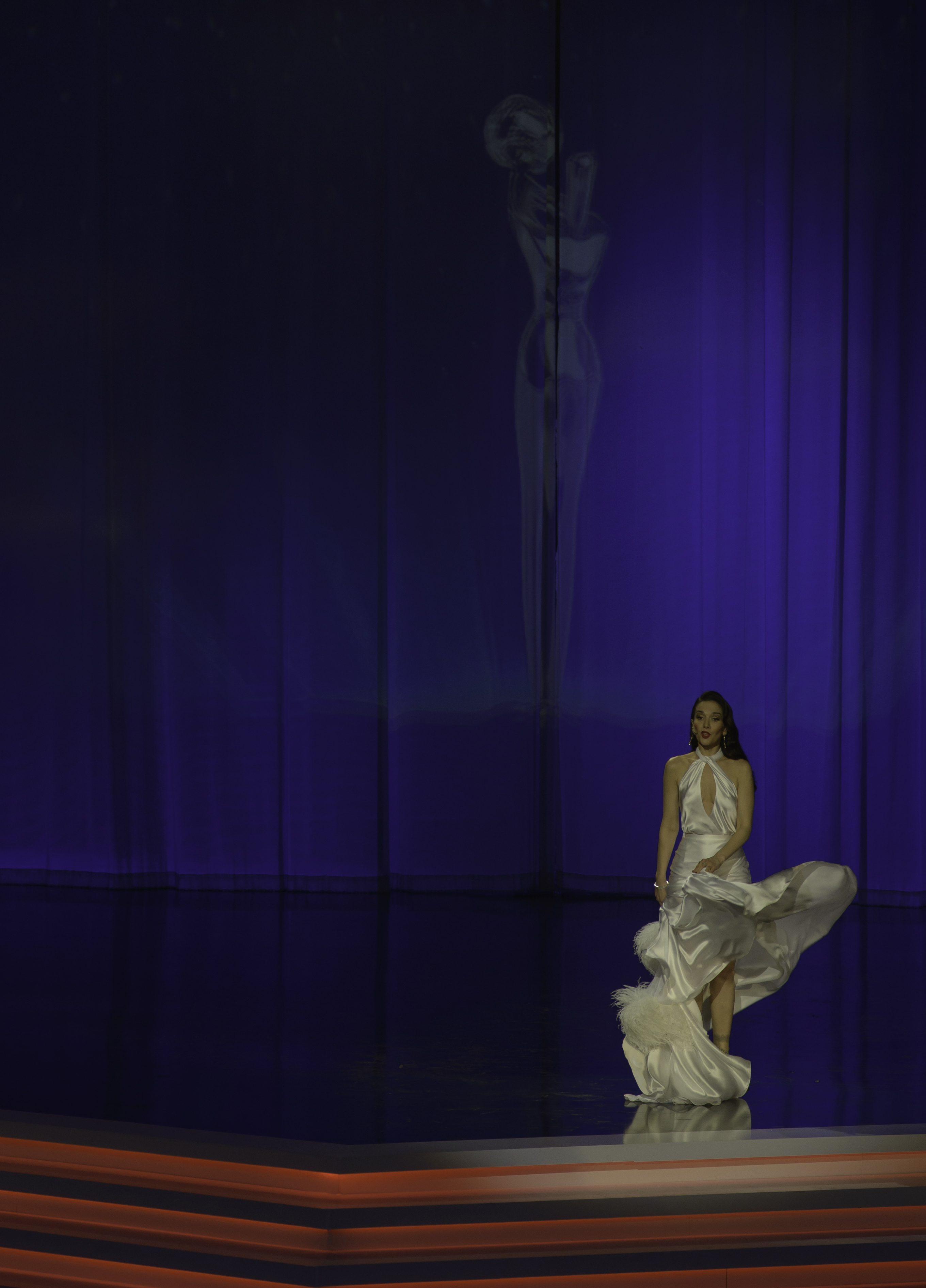
Natalia Oreiro, conductora de los Premios Platino 2016 (Uruguay)

### 2014-2017:Nasha Natasha,Entre caníbalesyGilda, no me arrepiento de este amor
A fines de 2013 retomó su carrera musical realizando una gira Nasha Natasha Tour Hits por Europa del este realizando una nueva canción y videoclip de una campaña publicitaria de Sedal, la versión de Gloria Trevi «Todos me miran». Con el “Nasha Natasha Tour 2014″ recorrió en total 19 ciudades rusas realizando un total de 34 shows. Uno de los más importantes fue el realizado en el Olympic Sports Hall de Moscú que batió el récord de tocar ante más de 60 mil personas. En dicho país grabó en ruso una nueva versión de «Me muero de amor» («Я умираю от любви»), la cual incluye un videoclip al lado de Facundo Arana.
En 2015 volvió a la televisión protagonizando la serie dramática Entre caníbales, junto a Benjamín Vicuña y Joaquín Furriel, y bajo la dirección de Juan José Campanella. La serie fue emitida por la cadena Telefe para Argentina, y por Fox Life para el mercado latinoamericano. En ella interpretó a Ariana, una mujer que en su juventud sufrió una violación, y años más tarde comienza una venganza contra los responsables. Gracias a ese papel ganó un Martin Fierro a Mejor Actriz en 2016. En noviembre de 2015 se presentó en San Petersburgo, Rusia en el Festival Super Discoteca de los ’90, donde cantó sus éxitos musicales ante 20.000 asistentes.

En septiembre de 2016 se estrenó la película Gilda, no me arrepiento de este amor, (953.120 espectadores en Argentina) filme basado en la vida de la cantante tropical argentina, Gilda, fallecida en un accidente automovilístico en septiembre de 1996. La película se presentó a varios festivales como al Festival de Cine de Miami en 2017 y en el Festival de Cine de Málaga el mismo año, y por su interpretación ganó varios premios: Premio Sur (2016), Platino del público a Mejor Actriz (2017) y Premio Cóndor (2017). Con la película edita la banda sonora, y el cuarto álbum en su carrera musical, en el que reversiona las canciones más populares de la fallecida cantante. En abril de 2016 se presentó en Moscú, Rusia en el Festival Super Discoteca de los ’90, donde cantó sus éxitos musicales ante 30 000 personas. Ha estado en los Premios Platino 2016 como conductora y cantando "Garota de Ipanema" en un momento de la presentación. En diciembre presentó el video y sencillo de su último álbum, «Corazón valiente» en colaboración de su compatriota Ruben Rada. En el fin de 2016 hizo 5 shows en Rusia gracias a su gira "Cumbia & Hits Tour". y un concierto en el Teatro de Verano de Uruguay

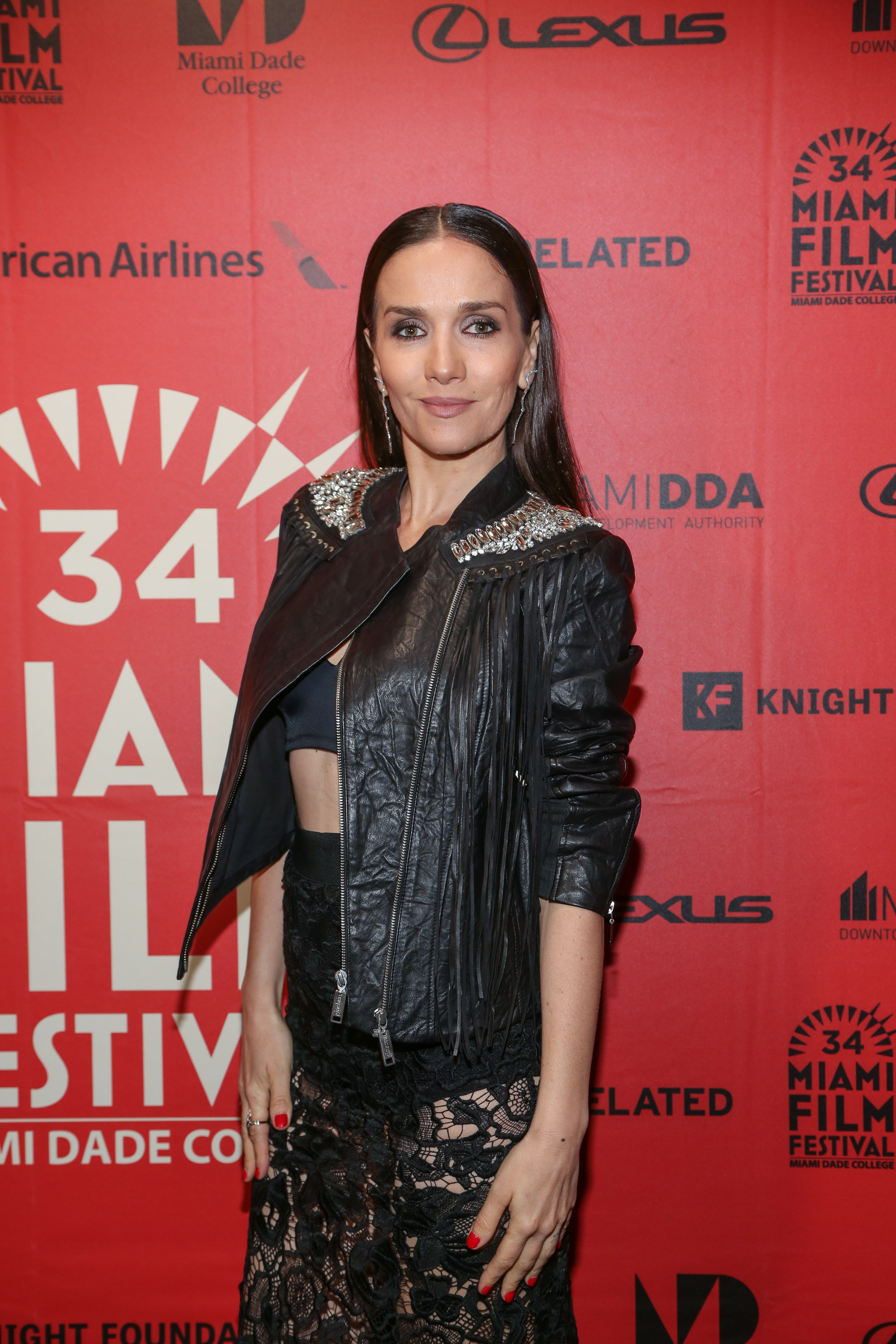
Oreiro en el Festival Internacional de Cine de Miami exhibiendo Gilda, no me arrepiento de este amor, marzo de 2017.

### 2017-2019: Giras musicales, Mundial de Rusia y cine
Su regreso a la música, con la banda de sonora de la película de Gilda, la dio la oportunidad de regresar a los escenarios y en los comienzos de 2017 cantó en varios festivales de Argentina (Lincoln, Villa María y Mar del Plata, entre otros). Los shows fueron divididos en dos partes: una parte de homenaje a Gilda, y una segunda parte dedicada a sus grandes éxitos como cantante, como ''Tu veneno'', etc. Su último show de la temporada fue en la Fiesta Plop en agosto de 2017 con la intervención del músico Ale Sergi de Miranda!, que la acompañó en uno de sus temas. Ella a su vez, contribuyó en la canción «Tu hombre» del álbum Fuerte de Miranda! Más tarde ese año, repitió su rol como conductora de los Premios Platino 2017, que se celebraron en Madrid y ganó el premio a ''Mejor Actriz'' por parte del público y el mismo año recibió el Iris de Platino a la trayectoria en los Premios Iris de Uruguay de 2017.
En 2018 se estrenó la película Re loca, remake de la película chilena Sin filtro, la que supuso además el regreso de Oreiro a la comedia. Luego con ocasión de la Copa Mundial de Fútbol de 2018 Oreiro estrenó de forma sorpresiva y debido al cariño que la une a Rusia, sede de aquel mundial, dos sencillos que mezclan el español, el ruso y el inglés: «United By Love» (que sería incluida en el álbum oficial de la Copa Mundial de la FIFA 2018) y «Mi Pobedim». Para la promoción de los temas viajó a Rusia donde dio varias entrevistas en programas de televisión y estaciones de radio y también una conferencia de prensa. Más tarde ese año se estrenó el tema «To Russia With Love» para promocionar la tienda de ropa rusa Zarina.
A su regreso, asistió a los premios Nickelodeon Kids' Choice Awards Argentina 2018 donde recibió el premio a la trayectoria en reconocimiento de su carrera, y al Festival de Cine de Gramado en Brasil donde ganó el premio ''Crystal Kikito''.
En 2019 para promocionar algunos de los sencillos ya mencionados se embarcó en la gira "Unforgettable Tour" dando 14 conciertos por varias ciudades de Rusia, y también en algunos países de Europa del Este como Bielorrusia, Moldavia y Armenia. Unos meses después de finalizada la gira, regresó a Rusia para asistir al ''New Wave Festival'' en Sochi para cantar con Roberto Kel Torres el tema «Acapulco». En noviembre de 2019 ganó el premio ''Career Achievement Award'' por su trayectoria en el Festival de Cine Internacional de Fort Lauderdale en Estados Unidos. Ese mismo año filmó en Argentina tres películas: La noche mágica - ópera prima de Gastón Portal - con Diego Peretti, Hoy se arregla el mundo de Ariel Winograd, con Leonardo Sbaraglia, y Las Rojas de Matías Lucchesi con Mercedes Morán. A fin de año, invitada por la cadena de televisión estatal de Polonia, "TVP", dio un concierto de Año nuevo que sería televisado.

### 2020-presente: Conducción, Nasha Natasha por Netflix, cine y series
A pesar de la pandemia de COVID-19, el 2020 fue un año productivo para ella, pues fue la conductora del programa Got Talent Uruguay durante todo el año, y en agosto del mismo año estrenó en Netflix logrando gran repercusión, el documental Nasha Natasha, dirigido por Martín Sastre y filmado en 2014 en el marco de la gira que realizó por Rusia y Europa del Este ese año, mostrando también momentos del detrás de escena, y el vínculo especial con sus aficionados de Rusia, revelando al mismo tiempo aspectos de su vida privada que hasta ahora eran desconocidos. El documental llegó a los primeros puestos de reproducción en Uruguay, Argentina y varios países de Europa y también al puesto 30 de forma global.
En 2021 continuó al frente de la conducción de Got Talent Uruguay y estrenó la película La noche mágica gracias a la apertura de los cines a comienzos del año. Al mismo tiempo filmó dos series de televisión; la primera serie, Iosi, el espía arrepentido para Amazon Prime Video, cuenta la historia real de un espía de la Policía Federal Argentina que se infiltra en una comunidad judía para recabar información, que luego aparentemente fue utilizada para llevar adelante los atentados terroristas contra la embajada de Israel en 1992 y la AMIA en 1994, y la segunda serie y su desafío más grande - según ella - Santa Evita para Star+ que cuenta la vida de la ex primera dama de Argentina, Eva Perón. En cuanto a la música, cantó a dúo con Carlos Baute una versión del tema «Quizás, quizás, quizás» en ocasión de los Premios Platino de 2021 celebrados en España, participó de una nueva versión de «Listo pa' bailar», una canción del grupo de tango electrónico, Bajofondo, y estrenó una nueva versión de su éxito «Me muero de amor» en versión cumbia a dúo junto al músico Juan Ingaramo. En 2021, recibió además el Premio Konex a la Mejor actriz de la década.
En 2022 siguió en la conducción en Uruguay, esta vez del reality show musical La voz Uruguay transmitido por Canal 10. Además pudieron estrenarse las películas Hoy se arregla el mundo y Las Rojas, filmadas antes de la pandemia de COVID-19, debido a la apertura total de las salas de cine en Argentina. En cuanto a televisión estrenó la primera temporada de la serie Iosi, el espía arrepentido por Amazon Prime Video y la serie Santa Evita para Star+. Por sus interpretaciones para ambos papeles -en ''Santa Evita'' y ''Iosi, el espia arrepentido'' - fue doblemente nominada a los premios Produ que se realizaron el 11 de noviembre en los que ganó por su papel en la producción de Amazon. Cuatro días después, recibió el premio a ''Mejor Actriz en Drama'' en la primera edición de ''Cóndor de Plata a las series'' por su interpretación como Evita Perón. En la 10° edición de los Premios Platino, que se llevó a cabo el 22 de abril, fue nominada en la categoría de ''Mejor interpretación femenina en miniserie'' por su papel de Eva Perón y el día antes recibió el premio del público en la misma categoría.

## Mercado estadounidense
El talento de la artista uruguaya no pasó inadvertido para el mercado estadounidense. Mientras estaba en Nueva York para grabar su segundo álbum (Tu veneno, 2000), tuvo un encuentro con el ganador del Oscar, Quentin Tarantino, y según los medios, él le ofreció un papel para uno de sus proyectos futuros pero ella fue negativa con esta idea. Según algunos informes, en el mismo período la actriz recibió también una oferta para ser parte del elenco de una película al lado de Robin Williams, pero su respuesta fue negativa. Su actuación en la película Cleopatra causó buenas impresiones y la participación de la película en varios festivales de cine, como el de Miami, le abrió las puertas a más propuestas pero su postura siguió siendo negativa. Algunos medios difundieron que Tarantino volvió a convocar a la actriz ofreciéndole un papel, pero ella se mantuvo negativa. En 2009, el guionista y actor Lee Burns le propuso a Natalia protagonizar la película Freedom for Joe, basada en su libro homónimo. Sería una producción de Awareness Entertainment dirigida por Steven Brinzwater y protagonizada por él mismo, Eric Matheny (J. Edgar), Robert Patrick (Terminator 2, X-Files, Die Hard), Anne Archer (Atracción fatal), David Palladino (NCIS: Los Ángeles), Beth Riesgraf (Leverage), entre otros. En 2010, en ocasión de un rodaje en Los Ángeles en el marco de la producción de la película Miss Tacuarembó, Natalia se reunió con el director y los productores de Freedom for Joe para conocer más detalles. Ese mismo año recibió una oferta para protagonizar la película The Blue Mauritius bajo la dirección de Alexander Witt (Resident Evil: apocalipsis) - también una producción independiente- la cual aceptó. Sin embargo algunos retrasos en el rodaje de esta película, hicieron que Natalia se dedicase a otros proyectos en cine. Desde principios de 2011 comenzaron a aparecer cada vez más detalles sobre la película Freedom for Joe y en julio del mismo año se informó que John Travolta se sumaba al elenco junto a Bruce Willis. Luego, en el contexto de promoción de la película Mi primera boda en el programa de Susana Giménez, Natalia dijo que las filmaciones comenzarían de inmediato, pero debido a su embarazo finalmente no comenzaron. Más tarde, a mediados de 2015, Natalia se retiró voluntariamente del proyecto de la película The Blue Mauritius para priorizar su actuación en la telenovela Entre caníbales así como en su preparación para el papel de Gilda en Gilda, no me arrepiento de este amor. En cuanto a la película Freedom for Joe, un problema en los derechos de autor del proyecto -según Lee Burns- congeló los procedimientos de rodaje.
A principios de 2017 se anunció a la prensa su papel protagónico en la película Bajo el agua junto a Willem Dafoe. Por requerimientos del proyecto tomó clases intensivas de inglés para perfeccionar su acento antes del rodaje, que comenzaría en septiembre de ese año en Canadá. El proyecto estaba basado en la novela del mismo nombre de Adolfo Bioy Casares, y sería dirigido por Alejandro Chomski. En sintonía Natalia declaró: 

Este cuento de Bioy Casares tiene mucho de fantástico. Mi personaje es muy lindo, la posibilidad de trabajar con Alejandro y poder hacerlo con Willem Dafoe a quien vi en teatro cuando vino aquí para hacer The Old Woman es maravillosa. El desafío es grande, nunca hice una película fantástica, tampoco una hablada en inglés, aunque lo hablo.

 Sin embargo, los cronogramas iniciales de rodaje se complicaron, y las altas exigencias del ambicioso proyecto en combinación con la apretada agenda de los dos protagonistas, retrasaron los trámites requeridos, y finalmente con la llegada de la pandemia de COVID-19 el proyecto se encuentra actualmente congelado. A principios de 2021, la prensa volvió a referirse a la respuesta negativa de Natalia a protagonizar una producción estadounidense, en este caso una miniserie en lugar de una película. Los motivos estuvieron relacionados principalmente con la pandemia y su deseo de no alejarse de su familia por tanto tiempo, dado que la serie tenía originalmente tres temporadas, y por otro lado tampoco deseaba mudarse con su familia a Estados Unidos obligándola a abandonar su vida en Argentina.

## Otros trabajos

### Trabajos empresariales

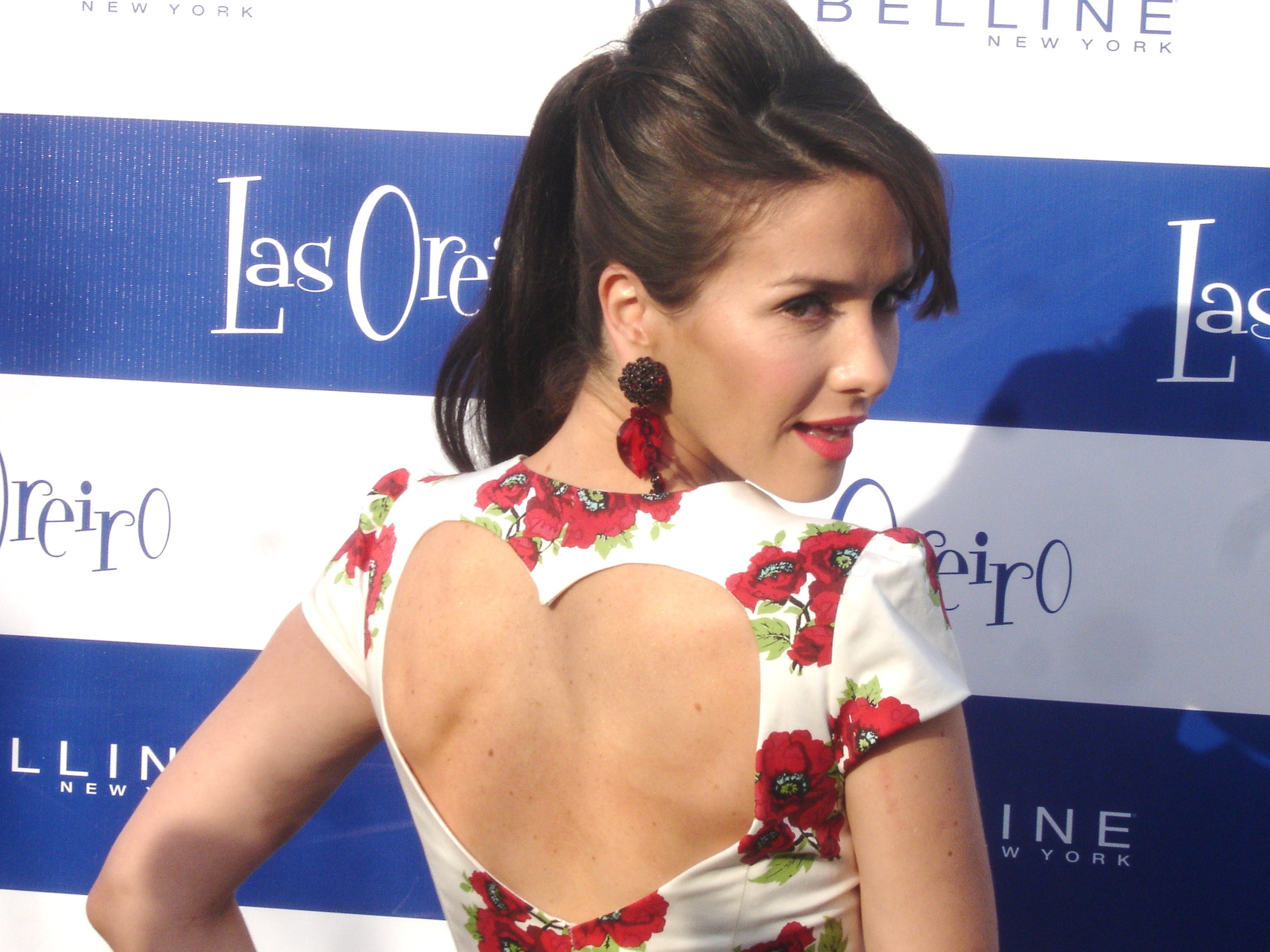
Natalia Oreiro en la presentación de su marca

Además de su faceta de actriz y cantante, Natalia, en 2007, comenzó a incursionar en diferentes actividades empresariales. Junto a su hermana, Adriana Oreiro, lanzó su propia línea de ropa femenina, Las Oreiro. Entre sus diseños más destacados se encuentran los vestidos. Con la misma marca lanzó al mercado una línea de zapatos, carteras, cintos, jeans, faldas, minifaldas, corsés y lentes. Abrió tres locales comerciales, ubicados en Palermo, Paseo Alcorta, y Galerías Pacífico; tres exclusivas zonas de Buenos Aires. Más tarde presentó la tienda en línea de la marca. En 2019, Natalia vendió su participación accionaria en el emprendimiento a su hermana. En una entrevista concedida poco después de su partida, afirmó que la empresa no enfrenta problemas financieros, ni pretende cerrar, como se apresuraron a difundir muchos medios de comunicación. En cuanto a su decisión, expresó: 

Como venía sucediendo desde hacía tiempo en el día a día, la empresa merecía ser cien por ciento suya. Las Oreiro la creamos con Adri allá por el 2007, y fue para ambas un sueño hecho realidad, un sueño que teníamos de niñas cuando estudiábamos corte y confección; y también de alguna manera fue volver a tener a mi familia cerca. Siempre trabajamos juntas en la parte creativa y Adri, además, con un equipo de colaboradores llevaba adelante la parte empresarial. La marca fue creciendo y convirtiéndose en una empresa muy grande y diversificándose mucho y yo no tenía el tiempo real para la atención que requería; sentía que debía priorizar mi pasión primera que es la actuación, el cine, la música. Además, me convertí en mamá y eso me cambió todo.

### Comerciales
Desde los 12 años protagonizó varios comerciales tanto en Uruguay como en Argentina. Luego ya consagrada como artista protagonizó comerciales de importantes marcas como Servideo y Ser. En 2011 la firma de cosmética L'Oréal Paris la eligió como embajadora de la belleza en la Argentina. La noticia se dio a conocer durante el lanzamiento de una nueva línea de tratamiento para el rostro.

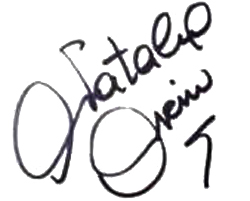
Firma de Natalia Orerio

En 2007 protagonizó el comercial de C&A.
En 2008 es la figura elegida de la marca Sedal para su campaña global "La vida no puede esperar", junto a tres de las mujeres más icónicas del mundo: Marilyn Monroe, Madonna y Shakira, para los países Paraguay, Uruguay y Argentina.
En 2010 protagonizó los comerciales de Garbarino y Tarjeta Naranja.
Durante el 2012 fue una de las figuras elegidas para la nueva saga de comerciales de la empresa de telefonía Claro. Además, continúa como embajadora de la belleza en Argentina, por la marca L’Oréal Paris.
En 2013 se convirtió en la cara del acondicionador Sedal, con la cual grabó un nuevo videoclip, que marca su retorno a la música.
En 2014 protagonizó los comerciales de la bebida Terma y de la financiera uruguaya Anda.
En 2016, 2017 y también en el 2018 vuelve a ser la cara de la marca de zapatos "Lady Stork". En los mismos años 2016 y 2017, también fue imagen de la reconocida marca de cosméticos "Avon" tanto como en Argentina, Uruguay y Chile.

### Conducción
Debutó como conductora en 1998, en la edición número 28 de los Premios Martín Fierro, junto a Fernando Bravo. En el año 2000 la cadena Fox convocó a Natalia para ser la presentandora de la versión latinoamericana de los Teen Choice Awards.
En el año 2002 fue conductora del XLIII Festival Internacional de la Canción de Viña del Mar.
Desde el año 2008 y durante ocho años consecutivos, fue la conductora de Un sol para los chicos, evento anual televisado en Argentina, emitido y realizado por El Trece junto con UNICEF, destinado exclusivamente a la donación de dinero para esta institución, por parte de empresas y televidentes.
Durante 2008 presentó un ciclo de TV sobre el cuidado del medio ambiente, Recurso natural, en la Televisión Pública.
Presentó durante el correr de 2011, Se dice de mí, un programa destinado a concientizar sobre los derechos de la mujer, en el canal Encuentro.
En mayo de 2011, condujo junto a Mike Amigorena, la edición número 41 de los premios Martín Fierro, en la cadena El trece.
El 4 de julio de 2016 presentó en Punta del Este, Uruguay la 3ª edición de los Premios Platino junto a los actores Santiago Segura y Adal Ramones.
El 22 de julio de 2017 conduce nuevamente los Premios Platino en la Caja Mágica, Madrid, España, esta vez en su 4ª edición junto al imitador español Carlos Latre.
En el año 2020, volvió a la televisión uruguaya encargándose de la conducción del programa de talentos Got Talent Uruguay. Repitió su rol en el 2021 para su segunda temporada.

## Filantropía
Natalia también se destaca por participar constantemente en diferentes causas humanitarias. En 2005 realizó tres conciertos benéficos para las situaciones de emergencia como el terremoto de Haití.
En el 2006 participó de la Campaña "Digamos presente" para apadrinar a alumnos y escuelas rurales.
En el 2007 se sumó a la campaña contra la Caza Comercial de Ballenas de Greenpeace participando del spot que filmó convocando a una gran marcha azul por las ballenas.
En 2011 Greenpeace lanzó junto a Natalia una campaña en defensa de los bosques nativos argentinos, realizando una producción de fotos desnuda y luciendo su avanzado embarazo donde se proyectaron imágenes de los bosques sobre su cuerpo.
Fue nombrada madrina de UNICEF en 2011, con la misión de difundir la situación de la infancia y promover los derechos de los niños, las niñas y adolescentes del Río de la Plata. Ese mismo año realizó la Gala de los años veinte a beneficio de Unicef. Los fondos recaudados por este evento fueron destinados a promover maternidades seguras y centradas en la familia.
En 2013 junto a la misma Unicef lanzó la campaña binacional “Amamantar es dar lo mejor de vos” con el objetivo de generar conciencia sobre los beneficios de la lactancia materna durante los primeros dos años de vida del niño.
Desde hace más de 17 años es madrina de la Fundación Peluffo Giguens.

## Carrera artística

### Influencias
Entre los referentes artísticos de Oreiro se encuentran artistas tan variados como Janis Joplin, Pearl Jam, Joni Mitchell, Patricio Rey y sus Redonditos de Ricota, Ramones, Charly García, Sumo, Almendra, Sui Generis, Los Piojos y Fiona Apple. Con respeto a las grandes diferencias musicales entre sus trabajos y sus influencias declaró a la revista Rolling Stone:

Que yo haga pop latino no quiere decir que a mí no puedan gustarme los Redonditos. Los rockeros grabaron un disco en homenaje a Sandro, y cuando eran jóvenes los que oían a Sandro eran unos grasas, ¿o no? Sandro era popular. La música es música (sube el tono). Yo puedo tener prioridad por algo, pero no podés ser tan cerrado. Aunque no concuerde con tu gusto, algo te puede atraer igual.

### Crítica y legado
Natalia es considerada una de las artistas latinoamericanas más reconocidas en el mundo gracias a sus telenovelas y canciones. Debido a su enorme popularidad internacional con sus ficciones, llegó a ser considerada La reina de las telenovelas. En países como Rusia e Israel, debido al enorme éxito de sus telenovelas, muchos jóvenes comenzaron a estudiar el idioma español.
A pesar de que muchos medios juzgaran negativamente el talento vocal de Oreiro, se posicionó en el ámbito musical como una de las cantantes latinoamericanas más exitosas y premiadas, así como la uruguaya con mayores ventas de discos en el mundo. «Cambio dolor», «Me muero de amor», «Tu veneno», «Río de La Plata», «Que digan lo que quieran», fueron éxitos indiscutidos a nivel internacional. Su éxito musical sobrepasó los límites de la zona rioplatense, ya que logró posicionarse como Estrella de la canción en países de Europa del este y Medio Oriente. Además fue la primera uruguaya en la historia en recibir un Gold Otto en Polonia y un Stopudovy hit en Rusia.
Sobre su tan cuestionado éxito musical, Celina Alberto del diario argentino La Voz del Interior dijo:

Inútil será querer comprender qué tiene el Que sí que sí para llevarla tan lejos, o por qué el estribillo de Tu veneno condensa el sentimiento de cierta juventud curtida por los inviernos más crueles. Nada encontraremos en la métrica de Cambio dolor que nos ayude a descifrar cómo se enamoran los polacos. Lo de Oreiro pasa por otro lado, uno más cerca de las convicciones y la verdad con la que ella interpreta el personaje que más le gusta ser: cantante, a capa y espada, le guste a quien le guste... Esa verdad de artista es la que trasciende y ella lo sabe. No importa lo buena actriz que pueda llegar a ser, los premios que gane en cine o el alcance de los éxitos que le habiliten la TV y las circunstancias. Cantar es otra cosa, inexplicable, ajena a toda calificación. Cantar es arrojarse, desnudarse y mostrar las zonas frágiles, los nudos invencibles, las torpezas. Un talento extraño que cuando no es hermoso se vuelve admirable.

En 2013 el diario argentino La Nación, la nombró como una de Las 50 personas de mayor inspiración del mundo de las artes.
En 2014 en Rusia fue nombrada la tercera latinoamericana más influyente en dicho país. Por la gran venta internacional de las ficciones que protagonizó, Muñeca brava (Cambio Dolor), Kachorra (Cuesta Arriba, Cuesta Abajo) y Sos mi vida (Corazón Valiente), llegó a convertirse en la actriz mejor paga de Argentina.
Su belleza, imagen y estética la han llevado a ser considerada una de las mujeres latinoamericanas más bellas y sexys del mundo. En 2012 fue coronada como embajadora de la belleza en Argentina, por la marca L'Oréal París. En 2015 quedó posicionada entre Las 25 latinas más bellas, según la revista People en español.

## Filmografía

### Cine
| Año  | Título                               | Personaje                         | Director              | Notas |
| ---- | ------------------------------------ | --------------------------------- | --------------------- | --- |
| 1998 | Un argentino en Nueva York           | Verónica de Ricci                 | Juan José Jusid       | |
| 2003 | Cleopatra                            | Milagros "Sandra"                 | Eduardo Mignogna      | |
| 2004 | La guerra de los gimnasios           | Actriz                            | Diego Lerman          | Cortometraje |
| 2007 | La peli                              | Lola Montero                      | Gustavo Postiglione   | |
| 2008 | Las vidas posibles                   | Marcia Miconi                     | Sandra Gugliotta      | Nominada - Cóndor de Plata a Mejor actriz de reparto |
| 2009 | Música en espera                     | Paula Otero                       | Hernán Goldfrid       | Nominada - Cóndor de Plata a Mejor actriz Nominada - Premio Sur a Mejor actriz |
| 2010 | Francia                              | Cristina                          | Israel Adrián Caetano | |
| 2010 | Miss Tacuarembó                      | Natalia "Cristal" / Cándida López | Martín Sastre         | Ganadora - Premio Iris a Mejor actriz Ganadora - Asociación de críticos de cine del Uruguay a Mejor actriz                                                                               |
| 2011 | Mi primera boda                      | Leonora Bellami                   | Ariel Winograd        | |
| 2012 | La despedida                         | Actriz                            | Diego Suárez          | Cortometraje |
| 2012 | Infancia clandestina                 | Cristina "Charo"                  | Benjamín Ávila        | Ganadora - Cóndor de Plata a Mejor actriz Ganadora - Premios Sur a Mejor actriz Ganadora - Festival Internacional de Cine Fine Arts a Mejor actriz Ganadora - Premios Sol a Mejor actriz |
| 2013 | Wakolda                              | Eva                               | Lucía Puenzo          | Ganadora - Cóndor de Plata a Mejor actriz Ganadora - Premio del Festival Unasur Cine a Mejor actriz Nominada - Premios Sur a Mejor actriz Nominada - Premios Platino a Mejor actriz      |
| 2014 | Protocolo Celeste                    | Actriz                            | Martín Sastre         | Cortometraje |
| 2014 | 100 años de cine argentino           | Actriz                            | Martín Sastre         | Cortometraje |
| 2016 | Gilda, no me arrepiento de este amor | Gilda                             | Lorena Muñoz          | Ganadora - Cóndor de Plata a Mejor actriz Ganadora - Premios Sur a Mejor actriz Nominada - Premios Platino a Mejor actriz Ganadora - Premio Platino del Público a Mejor Actriz           |
| 2017 | Los últimos                          | Dra. Ortega                       | Nicolás Puenzo        | |
| 2018 | Re loca                              | Pilar                             | Martino Zaidelis      | |
| 2020 | Nasha Natasha                        | Ella misma                        | Martín Sastre         | Documental |
| 2021 | La noche mágica                      | Kira Damato                       | Gastón Portal         | |
| 2022 | Hoy se arregla el mundo              | Silvina Lasarte                   | Ariel Winograd        | |
| 2022 | Las Rojas                            | Constanza Córdova                 | Matías Lucchesi       | |
| 2023 | Asfixiados                           | Ella misma                        | Luciano Podcaminsky   | Cameo |
| 2023 | Casi muerta                          | María                             | Fernán Mirás          | |
| 2024 | Campamento con mamá                  | Patricia Pomiró                   | Martino Zaidelis      | |

### Televisión

#### Ficciones
| Año       | Título                     | Rol                                           | Canal                    |
| --------- | -------------------------- | --------------------------------------------- | ------------------------ |
| 1993-1994 | Alta comedia               | Margarita / Florencia "Ep: Eva florecida"     | Canal 9                  |
| 1994      | Aprender a volar           | Mónica                                        | El Trece                 |
| 1994-1995 | Inconquistable corazón     | Victoria                                      | Canal 9                  |
| 1995-1996 | Dulce Ana                  | Verónica Iturbe Montalbán                     | Canal 9                  |
| 1996-1997 | 90 60 90 modelos           | Lucía Peralta                                 | Canal 9                  |
| 1997-1998 | Ricos y famosos            | Valeria García Méndez                         | Canal 9                  |
| 1998      | Casablanca                 | Rosita                                        | Telefe                   |
| 1998-1999 | Muñeca brava               | Milagros Espósito "La Cholito"                | Telefe                   |
| 1999-2000 | Cabecita                   | Milagros Espósito "La Cholito" (cameo)        | Telefe                   |
| 1999      | La Argentina de Tato       | Evangelina Salazar                            | Canal 13                 |
| 2002      | Kachorra                   | Antonia Guerrero "Kachorra" / Rosario Achával | Telefe                   |
| 2004      | El deseo                   | Carmen Monteverde                             | Telefe                   |
| 2005      | Botines                    | Renée "Ep: Bailarina de rosa y verde"         | El Trece                 |
| 2005      | Al ritmo del tango         | Natalia Solanos                               | Rossiya 1                |
| 2006-2007 | Sos mi vida                | Esperanza Muñoz "La monita"                   | El Trece                 |
| 2007      | Patito feo                 | Patricia "Pato" González                      | El Trece                 |
| 2008-2009 | Amanda O                   | Amanda O                                      | América TV               |
| 2011      | Cuando me sonreís          | Leonora Campos (cameo)                        | Telefe                   |
| 2012-2013 | Lynch                      | Isabel Reyes "Mariana"                        | Movie City / Fox Premium |
| 2013-2014 | Solamente vos              | Aurora Andrés                                 | El Trece                 |
| 2015      | Entre caníbales            | Ángeles Pellegrini / Ariana Mendoza           | Telefe / Fox Life        |
| 2018      | El host                    | Ella misma (cameo)                            | Fox Premium              |
| 2022      | Santa Evita                | Eva Perón                                     | Star+                    |
| 2022-2023 | Iosi, el espía arrepentido | Claudia                                       | Amazon Prime Video       |

#### Programas y conducciones especiales
| Año                        | Título                                              | Rol                                                  | Canal             |
| -------------------------- | --------------------------------------------------- | ---------------------------------------------------- | ----------------- |
| 1993                       | El show de Xuxa                                     | Ganadora del concurso "Super Paquita"                | Telefé            |
| 1998                       | Premios Martín Fierro                               | Conducción especial                                  | Telefé            |
| 1999                       | Festival World Dance Costa del Sol (Murcia, España) | Presentación musical                                 | España            |
| 1999                       | Gala de la Hispanidad (España)                      | Presentación musical                                 | Tele 5            |
| 2000                       | Teen Choice Awards (versión latinoamericana)        | Conducción especial                                  | Fox               |
| 2000                       | Carramba, che sorpresa (Italia)                     | Dueto y entrevista con Raffaella Carrà               | RAI               |
| 2001                       | Festival de Viña del Mar                            | Reina del Festival y Ganadora de la Gaviota de Plata | Canal 13 de Chile |
| 2001                       | Sábado Gigante Internacional (Miami)                | Presentación musical y entrevista                    | Univisión         |
| 2001                       | Festival de la Calle 8 (Miami)                      | Presentación musical                                 | Miami             |
| 2001                       | XI Festival Internacional Cusco (Perú)              | Presentación musical                                 | Perú              |
| 2002                       | Festival de Viña del Mar                            | Coconductora del festival                            | Canal 13 de Chile |
| 2002                       | Gala de Murcia (España)                             | Presentación musical                                 | La7               |
| 2003                       | Premios INTE (Miami)                                | Presentadora                                         | Miami             |
| 2008                       | Recurso natural                                     | Presentadora                                         | Canal 7           |
| 2006, 2008-2010, 2013-2015 | Un sol para los chicos                              | Conducción especial                                  | El Trece          |
| 2010                       | Se dice de mí                                       | Presentadora                                         | Canal Encuentro   |
| 2011                       | Premios Martín Fierro                               | Conducción especial                                  | El Trece          |
| 2016                       | 38° Festival de Cine Internacional de Moscú         | Presentadora                                         | Rusia             |
| 2016                       | Premios Platino (Uruguay)                           | Conducción especial                                  | TNT               |
| 2017                       | Premios Platino (España)                            | Conducción especial                                  | TNT               |
| 2018                       | La Voz Argentina                                    | Jurado invitada                                      | Telefe            |
| 2020-2022                  | Got Talent Uruguay                                  | Conductora                                           | Canal 10          |
| 2022                       | ¿Quién es la máscara?                               | Conductora                                           | Telefe            |
| 2022-2023                  | La voz Uruguay                                      | Conductora                                           | Canal 10          |

### Teatro
| Año  | Título                             | Personaje | Organización            |
| ---- | ---------------------------------- | --------- | ----------------------- |
| 1996 | Las mariposas son libres           | Jill      |                         |
| 2004 | Rayuela, Homenaje a Julio Cortázar |           | Dirigida por Luis Luque |
| 2007 | Mujeres por la identidad           |           | Teatro por la Identidad |
| 2007 | Masculino singular                 |           | Teatrísimo              |

## Discografía

### Álbumes de estudio
- 1998: Natalia Oreiro
- 2000: Tu veneno
- 2002: Turmalina

### Bandas sonoras
- 2016: Gilda, no me arrepiento de este amor

## Giras
| Año       | Gira | N.º de conciertos |
| --------- | --- | ----------------- |
| 2000-2002 | Tu veneno Tour | 35 conciertos     |
| 2003      | Tourmalina 2003 | 10 conciertos     |
| 2005      | Tahití, Haití Tour 2005 | 3 conciertos      |
| 2012      | Festival Super Discoteca de los 90', San Petersburgo, Rusia                                                                  | 1 concierto       |
| 2013      | Tour Hits 2013 | 4 conciertos      |
| 2014      | Festival Super Discoteca de los 90', Moscú, Rusia                                                                            | 1 concierto       |
| 2014      | Nasha Natasha Tour 2014 | 16 conciertos     |
| 2015      | Festival Super Discoteca de los 90', San Petersburgo, Rusia                                                                  | 1 concierto       |
| 2016      | Festival Super Discoteca de los 90', Olimpiysky, Rusia                                                                       | 1 concierto       |
| 2016-2017 | Cumbia & Hits Tour | 10 conciertos     |
| 2017      | Parque Camet (Mar del Plata), Festival de Peñas de Villa María, Carnaval de Lincoln, Fiesta Plop, Fiesta del Mate (San José) | 5 conciertos      |
| 2018      | Festival Internacional Slavianski Bazar in Vitebsk, Belarús (Bielorrusia)                                                    | 4 conciertos      |
| 2019      | Unforgettable Tour, Moldavia, Rusia, Bielorrusia, Armenia                                                                    | 17 conciertos     |